# Bynon Hill
Der Bynon Hill (spanisch Monte Bynon, auch bekannt als Goddard Hill) ist ein 332 m hoher, vereister und kuppelförmiger Hügel mit zwei abgerundeten Gipfeln auf Deception Island im Archipel der Südlichen Shetlandinseln. Er ragt 2,5 km nördlich der Pendulum Cove auf.
Sein spanischer Name taucht erstmals auf einer argentinischen Karte aus dem Jahr 1956 auf. Vermutlicher Namensgeber ist ein Teilnehmer einer von 1952 bis 1953 dauernden argentinischen Antarktisexpedition. Im Vereinigten Königreich trägt der Hügel seit 1957 seinen nach Midshipman William Henry Goddard († 1849) vergebenen Namen, Urheber der frühesten Landkarten der Südlichen Shetlandinseln.